# Hötjärnen (Arvidsjaurs socken, Lappland, 727427-162956)
Hötjärnen är en sjö i Arvidsjaurs kommun i Lappland och ingår i Byskeälvens huvudavrinningsområde.